# Азербайджанцы в Армении

Динамика численности этнических армян и азербайджанцев на территории современных Армении и Азербайджана.
Армяне
Азербайджанцы/турки
Другие народы (курды, талыши, лезгины и др.)
Данные за 1886, 1926, 1962, 1990, 2010 и 2023 годы.

Азербайджа́нцы в Арме́нии (азерб. Ermənistan azərbaycanlıları) — национальное меньшинство в Армении. После восстановления независимости Республики Армения в 1990 году число азербайджанцев в переписях населения не учитывалось вследствие их малочисленности.  По оценкам Управления Верховного комиссара ООН по делам беженцев, в 2004 году в Армении проживало 30 азербайджанцев. Азербайджанцы практически не упоминаются в отчёте о положении национальных меньшинств Института Открытое Общество, в котором описывается ситуация с правами человека, также как и в других статистических источниках. Количество азербайджанцев на территории современной Республики Армения было значительным последние два века вплоть до Карабахского конфликта, в ходе которого подавляющее большинство азербайджанцев покинуло страну.

## История

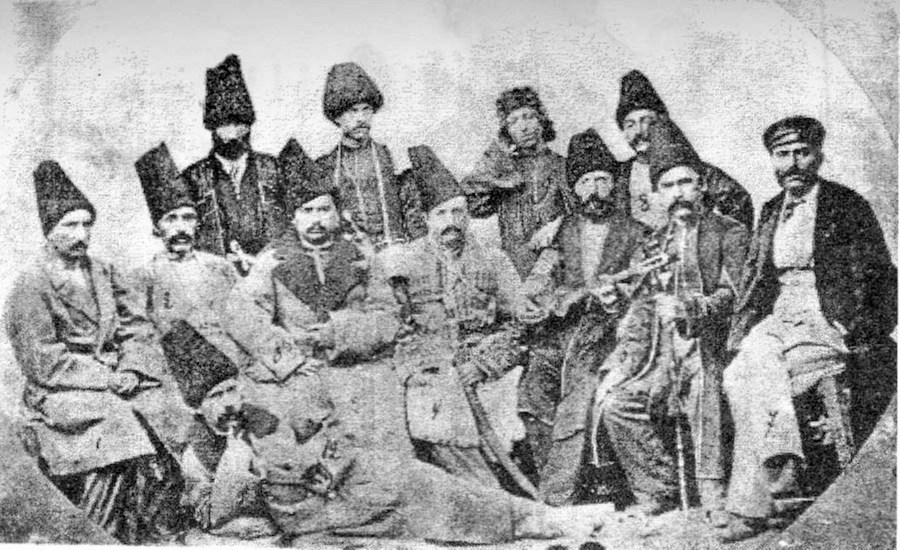
Знатные азербайджанцы Эривани. 1860 год
1. Абдулла Хан Макинский, сын Хан-Баба Хан Сардара Эриванского; 2. Шукюр Хан Макинский; 3. Аббас-Кули Хан Эриванский; 4. Пана Хан Макинский; 5.Агамал Ага Мелик-Агамалов; 6. Мирза Джабар-бек Казиев; 7. Георгий Егизаров; 8. Бала-бек Ордубадский (Алиханов); 9. Мирза-Исмаил; 10. Гаджи-бек Багирбеков, оруженосец Аббас-Кули Хана; 11. Асад-бек, телохранитель Шукюр Хана; 12. Бала Султан Шадлинский (Веди)

Начиная с XI века, территория Армении подверглась нашествию тюрок-сельджуков, пришедших из Средней Азии. В течение последующих столетий им удалось распространить своё влияние практически на всю её территорию, что стало сильнейшим ударом для армянского этноса региона и привело к эмиграции значительной части армян. В описаниях современников сельджукское нашествие предстаёт как бедствие для стран Закавказья. Сельджуки быстрее всего утвердились в южных армянских землях, откуда армянское население вынуждено было эмигрировать в пределы Византии. Так возникло Киликийское Армянское царство, просуществовавшее до конца XIV в. На Армянском нагорье начался многовековой процесс оттеснения армянского и курдского населения пришлым тюркским. То же самое имело место и в пределах Закавказья.
Однако уже в конце XII - начале XIII веков, армяне изгнали сельджуков из Армении и восстановили свою государственность.  
В начале XIII века монголы подчинили себе значительную территорию Армении. Происходила миграция различных племён, что ещё больше усилило демографические изменения, а армянское население региона продолжало сокращаться. Как отмечает авторитетная «Энциклопедия ислама»: «монгольское владычество увеличило в Армении численность кочевого элемента, прежде всего туркоманского».
По мнению И. Шопена, после уничтожения Конийского султаната в начале XIV веке, в Армению переселяется племя позже ответвлённое на айрумы, сеидли-ахсахли и саадли. Н. А. Кузнецова отмечает, что при Тамерлане на рубеже XIV—XV веков племя каджаров было переселено в район Еревана.
Процесс заселения армянских земель тюрками продолжался и в XV веке. Вторжение отличалось в одном существенном отношении от всех других предыдущих вторжений в Армению: тюркские кочевники остались в Армении и поселились на этой земле. В течение этого времени, части территория Армении входила в состав государств, созданных пришлыми тюркскими кочевыми племенами Кара-Коюнлу и Ак-Коюнлу, ведущими междоусобные войны. Армянское население уводилось в плен, многие армяне были вынуждены массово эмигрировать. 
С самого начала установления Сефевидского господства территория Армении была разделена на ульки, которые были переданы кызылбашским племенам. Старое население этих областей, как правило, изгонялось. В XVI веке в Ереванскую область были поселены части тюркских кызылбашских племен устаджлу, алпаут и байят, при шахе Аббасе I сюда было переселено также племя ахча-койюнлу каджар. В 1604 году, в ходе войн между Персидской и Османскими империями, шах Персии, Аббас I Великий, чтобы удержать под своей властью Закавказье применил в Армении тактику выжженной земли, в ходе которой он изгнал всё население из Восточной Армении (см. статью Великий сургун), как христиан, так и мусульман. Среди изгнанных наибольшее количество составляли армяне. По словам Аракела Даврижеци, шах Аббас «превратил в необитаемую [пустыню] благоденствующую и плодородную Армению». Всего между 1604 и 1605 было переселено от 250 до 300 тысяч армян. На земли изгнанных армян были поселены тюрки-кызылбаши из племени каджар и других групп. Персам, однако, удалось закрепить за собой Восточную Армению. И по словам португальского автора той эпохи, Антонио де Гувеа:
…город был восстановлен и вновь заселён — мусульманами а не армянами-христианами, которых царь сослал в глубь Персии…
По мнению Джорджа Бурнутяна, до XVII века армяне сохраняли большинство в Восточной Армении, которое в последующем значительно сократилось. Одновременно, в XVI—XVII веках, в Закавказье не только стихийно, но и преднамеренно заселялись туркменские и курдские кочевые племена, которых местные правители рассматривали как свою опору.
Согласно османскому налоговому реестру конца XVI века, в Ереване насчитывалось 402 жилых дома, из которых 373 (92,8%) были армяно-христианскими. 
Согласно католическому миссионеру Монье, на момент 1723 года армяне составляли четвертую часть 4 тысячного населения города Еревана (фр. On y compte environ quatre mille ames. Les Armeniens n'en font quela quatrième partie, & ontcependantquatre Egliſes.). Основываясь на этом сообщении историк Ашот Иоаннисян полагал, что большинство населения города составляли азербайджанцы. Его выводы были поддержаны С. Мамедовым. Критикуя такую интерпретацию текста, М. Карапетян полагал, что под городом (ville) в источнике подразумевается крепость, ибо Монье говорил, что указанное население проживал в городе окруженной двойными стенами, хотя Ереван никогда не был окружен подобным сооружением. В этом отношении примечательно сведение 1700 года немецкого путешественника Гаспара Шиллингера о том, что «пригород» (Vor-Stadt) Еревана более чем в десять раз больше «города» (stadt), и в котором в большинстве живут граждане армянского вероисповедания. Очевидно, что в соответствии с тогдашним представлениям городом  он считал только то, что заключалась в крепостных стенах, а собственно город, простирающаяся за крепостью, называл «пригородом».
Общее же население Еревана (как самой крепости, так и жилых районов) по состоянию на 1724 год оценивается в 35 000  человек, из которых порядка 30 000 (85,7%) составляли армяне-христиане и 4 000 (14,3%) - мусульмане, куда кроме тюрок входили также персы, курды, и обращенные в ислам армяне. 
Радикальные изменения демографии региона (сокращение числа армян и увеличение числа мусульман) произошло уже в середине XVIII - начале ХIХ веков. Так, если в начале XVIII века во всей Ереванской провинции насчитывалось 100 000 домов оседлого армянского населения (около 500 000 человек), то после восстания армян 1720-1730 годов, когда армяне неудачно попытались восстановить независимость Армении, подняв против персидских и османских регулярных войск свыше 80 000 вооруженных ополченцев,  в провинции к концу того же столетия осталось всего 20 000 домов армян (ок. 100 000 человек), из которых еще 12 000 домов (60 000 человек) были насильственно депортированы из провинции между 1776 и 1817 годами , а освободившиеся от армян деревни и дома были заселены мусульманами, зачастую переселенными для этой цели из соседнего Ирана.

### XIX век
Переселение мусульман из Персии в Армению и их расселение в армянских деревнях, продолжилось и в XIX веке. Так, в 1814 году последний эриванский сардар Гусейн-хан переселил в область Эривани тюркское племя карапапахов. В начале XIX века продолжается переселение азербайджанцев в Памбак и Шурагель.
Российское «Камеральное Описание» 1831 года насчитало в Эриванском ханстве 521 село, из которых 300 - полностью безлюдными. И. И. Шопен, описывая эти 300 брошенных селений, указывает, что все они были армянскими населёнными пунктами, откуда армянское население было насильственно изгнано во время опустошительных военных походов персидских войск в XVIII веке, и добавляет, что сюда часто заходили тюркские кочевники, чтобы наживиться остатками брошенного армянского имущества, и они же (тюркские кочевники) дали всем этим населённым пунктам новые названия и считали эти деревни "своей собственностью"
По тому же источнику, в Эриванской области насчитывалось 50 тысяч мусульман, преимущественно азербайджанцев (согласно источнику — «татары»). Согласно И. Шопену к 1832 году в Эривани жило 5338 азербайджанцев («татары» по тогдашней терминологии). Также рыбной ловлей на реке Занга (Раздан) в этот период занимались преимущественно азербайджанцы.
Согласно историку Джорджу Бурнутяну, в первой четверти XIX века мусульмане (персы, азербайджанцы, курды) составляли 80 % населения Эриванского ханства, остальными 20 % являлись христиане (армяне). Рональд Сюни называет следующие цифры по населению Эриванского ханства перед 1828 годом: мусульмане — 87 000, армяне — 20 000.
После присоединения ханства к Российской империи в 1828 году на эту территорию мигрировали армяне из Персии и Турции. В то же время многие мусульмане (азербайджанцы, курды и пр.) массово покинули эту территорию. Подобные миграционные процессы в меньших масштабах продолжались до конца XIX века. К 1832 году на территории бывшего Эриванского ханства армяне по численности уже перегнали мусульман.
К XIX веку азербайджанцы занимали почти всю русскую Армению. Азербайджанцы на территории нынешней Республики Армения составляли в XIX веке заметную долю в населении ряда армянских городов. В конце XIX века наибольшее количество азербайджанцев на территории нынешней Республики Армения проживало в Араратской равнине и в Даралагязе.

### В начале XX века
Согласно ЭСБЕ в начале XX века, в Эриванской губернии (включавшей также всю территорию современной Нахичеванской Автономной Республики и области Ыгдыр Турции) около 37,5 % населения составляли азербайджанцы, указанные в словаре как «адербейджанские татары». Большинство жило в сельской местности и занималось скотоводством и ковроделием. Азербайджанцы по численности преобладали в четырёх из семи уездов губернии, включая город Эривань, где они составляли 49 % населения (по сравнению с 48 % армян).
Путешественник Луиджи Виллари, посетивший регион в 1905 году, описывает азербайджанский базар Эривани следующим образом:
Следуя по продолжению Астафьевской, мы пробираемся через живописную улочку татарских магазинов к другому рынку, где обычно можно видеть группы верблюдов. Отсюда по узким улочкам можно пройти к Татарскому базару, похожему на крольчатник своими тёмными входами и узкими норами, куда с трудом можно просунуться. Заядлый коллекционер безусловно откопает что-нибудь любопытное в его мрачных недрах и дурно пахнущих глубинах, но лично я ничего такого не разглядел, и базар показался мне беднее других. Хотя сами по себе сводчатые пассажи, манящие восточными тайнами, магазины с тёмными занавесками и толпы татар в длиннополой синей одежде выглядели занимательно. В небольшой комнатушке с приоткрытой дверью я заметил учителя, излагающего религиозные правила дюжине мальчиков, он произносил слова нараспев, монотонным голосом, покачиваясь туда-сюда. В другой каморке брадобрей лишал свою жертву последних волосков. На каждом углу предлагали кофе и чай, но необычных и вкусных восточных конфет, испробованных мною в Константинополе и Сараево, здесь не нашлось. В галереях и маленьких двориках отдыхали неуклюжие верблюды

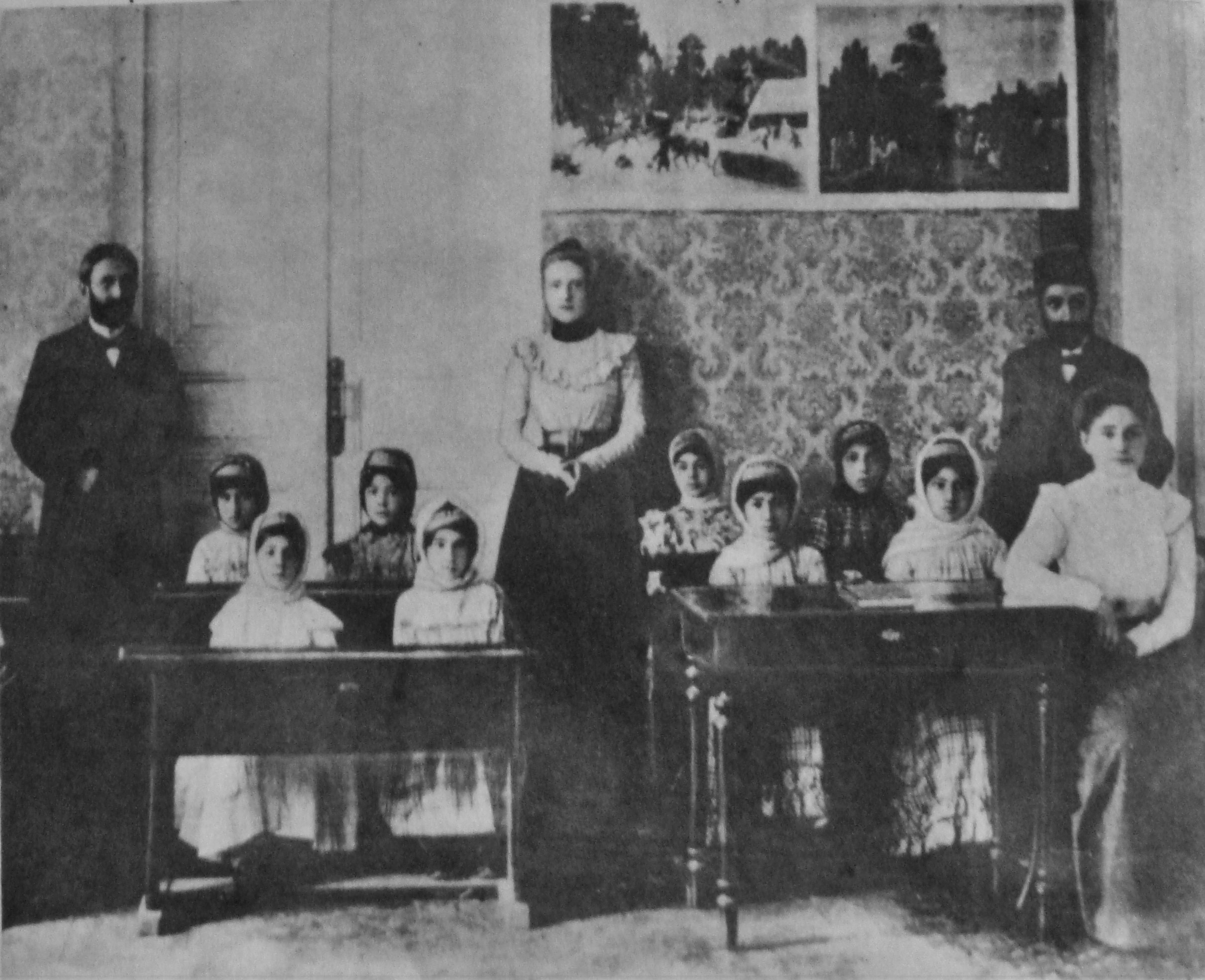
Преподаватели и ученицы Эриванской русско-мусульманской школы для девочек. 1902 г.
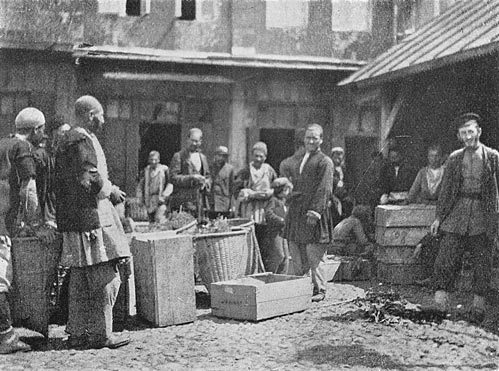
Азербайджанцы на базаре в Эривани на фотографии Луиджи Виллари[73]. Начало XX века
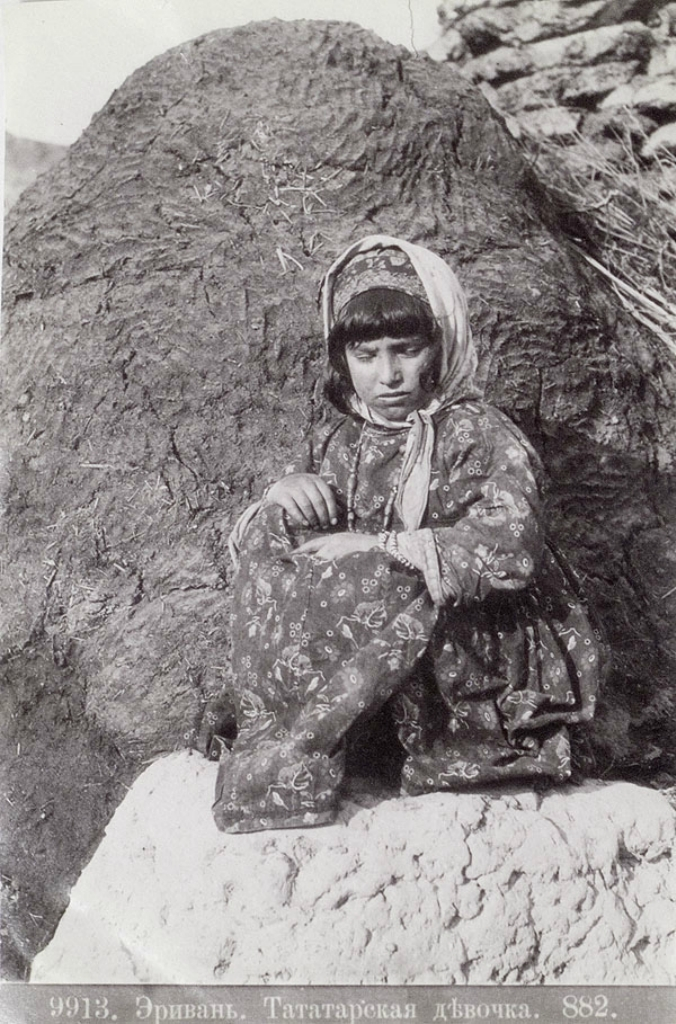
Эривань. Татарская (т.е. азербайджанская) девочка. Открытка Российской империи
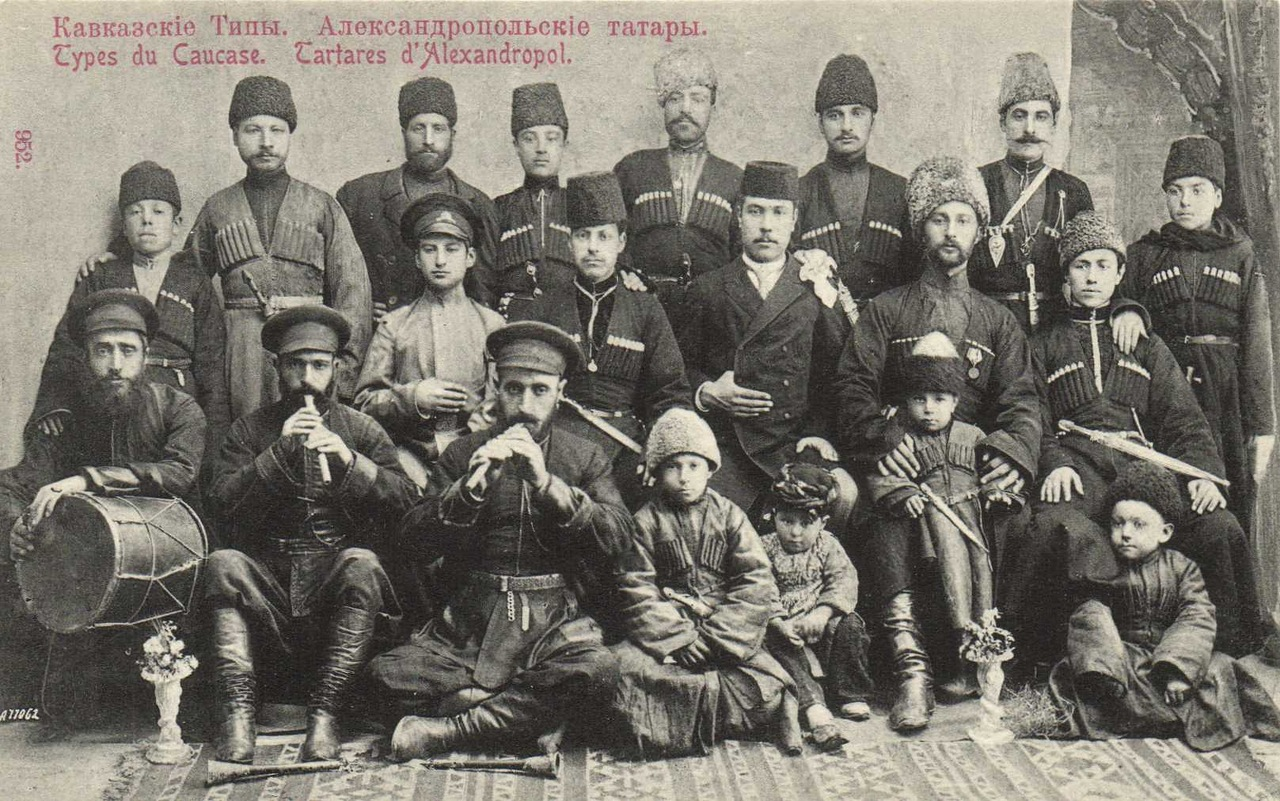
Александропольские татары (т.е. азербайджанцы). Открытка Российской империи

В XX веке азербайджанцы, на протяжении многих веков жившие в Восточной Армении, превратились, как отмечает британский журналист Томас де Ваал, в безгласных гостей, подвергавшихся дискриминации и вытесненных на социальную обочину, что привело к серьёзным изменениям в этнической картине страны. Несмотря на это, азербайджанцам удалось остаться самым многочисленным этническим меньшинством Армении вплоть до Карабахской войны. В 1905—1906 годах Эриванская губерния явилась ареной стычек между армянами и азербайджанцами (известных у современников как «Армяно-татарская резня»), спровоцированных, по мнению многих, царским руководством, с целью отвести внимание народных масс от Первой Русской революции.
22 февраля 1914 года в Эривани под влиянием журнала «Молла Насреддин» стал издаваться первый печатный орган города на азербайджанском языке — журнал «Лек-Лек» («Аист»), издаваемый Мирмухаммедом Мирфатуллаевым и Джаббаром Аскерзаде. В 1917 же году на азербайджанском языке в Эривани издавались журнал «Бурхани-хагигат» и газета «Совет молодых». В данных изданиях печатались произведения литературы, статьи на политические, исторические и научные темы, освещались события культурной жизни Эривани.

### В годы Первой Республики Армения
Напряжённость усилилась в 1918 году, с недолговременным появлением независимых Республики Армения и Азербайджанской Демократической Республики. Оба государства претендовали на одни и те же земли на стыке своих границ. Военные действия на фоне массового прибытия в Республику Армения армянских беженцев из Османской империи (через Западную Армению), спасавшихся от геноцида армян, проводимого турецким правительством, привели к изгнанию мусульман, в результате чего почти все они бежали в Азербайджан. Особенно выделились в уничтожении мусульманских селений Андраник Озанян и Рубен Тер-Минасян, проводившие политику арменизации территорий некогда совместного армяно-азербайджанского проживания путём заселения их армянскими беженцами из Турции.
Поздним летом 1918 года партизанские отряды Андраника и Шахназаряна действовали в Зангезурском уезде. Как отмечает немецкий историк, профессор Берлинского университета им. Гумбольдта Йорг Баберовски, «в начале сентября партизаны Андраника разграбили и разорили 18 мусульманских деревень и убили 500 женщин». По этому поводу в отчёте уездного полицмейстера значилось замечание, согласно которому эта расправа была учинена «по просьбе армянских крестьян, желавших завладеть имуществом изгнанных и убитых». Осенью 1918 года в связи с атакой превосходящих военных сил на мусульманские деревни масштаб беженцев был небывалым. Из своих деревень в Зангезурском уезде было изгнано около 50 000 мусульман. Все они бежали в соседние Джебраильский и Джеванширский уезды. Как результат этих нападений, было полностью уничтожено более 100 деревень и убито около 10 000 человек.
В докладе А. И. Микояна «О политическом положении в Закавказье» от 1919 года говорилось: «внутри страны (Армении — прим.) анархия, господство вооружённых шаек, голодные смерти, эпидемии и к тому же организованное истребление мусульман, которое ежеминутно может вызывать объявление войны Азербайджаном…». Многие места в Армении с азербайджанским населением в этот период опустели. Здесь дашнаками проводилась политика «чистки страны от инородцев» и в первую очередь от мусульман, которые были изгнаны из Новобаязетского, Эриванского, Эчмиадзинского и Шаруро-Даралагезского уездов. Так, например, немецкий историк, профессор Берлинского университета им. Гумбольдта Йорг Баберовски отмечает, что в Новобаязетском уезде Республики Армения армянская армия участвовала в планомерном изгнании мусульманских крестьян, в результате чего около 100 мусульманских деревень были полностью разрушены и уже в мае 1919 года Новобаязетский уезд был очищен от мусульман.
Турецкие доклады оценивали разрушения на конец 1919 года в от 91 (данные Мусульманского консульства Карса) до 199 (данные турецкого правительства) разрушенных сёл в Эриванской губернии; при этом в официальном протесте Республики в марте 1920 по поводу этнических чисток в Армении с уничтожением местного населения было разрушено до 300 сёл. Официальный протест также выразил Иран. В Армении против резни протестовала эсеровская фракция Парламента (отрывок взят из вторичного источника и переведен с английского): 

Председателю Парламента:

Мы просим Вас сообщить министру внутренних дел следующий запрос: Известно ли министру о том, что в течение последних трёх недель на территории Армянской Республики в границах Эчмиадзинского, Эриванского и Сурмалинского уездов большое количество татарских сел, в том числе Пашакенд, Такярли, Курух-Гиюн, Улалык Тайшухурского общества, Агверен, Далелар, Пурпус, Алибек Арзакендского общества, Джан-Фида, Керим-Арч, Агджар, Игдалу, Кархун, Келани-Аролтх Эчмиадзинского уезда были очищены от татарского населения и преданы грабежу и резне? Что местная полиция не только не предотвратила это, но и приняла участие в грабеже и резне; что эти события оставили отпечаток на местном населении, которое относится с отвращением к этим погромам, и, желая жить в мире со своими соседями, требует, чтобы преступники, которые ещё не понесли наказание, были преданы суду и наказаны? 
На парламентских выборах 1919 года в Республике Армении партия азербайджанцев («партия татар» в соответствии с тогдашним названием азербайджанцев) набрала 3,5 % процента голосов и получила 3 места из 80 в армянском парламенте.
Согласно Тому де Ваалу, лидер дашнаков Гарегин Нжде, захватив в 1921 году Зангезур, изгнал оттуда остатки азербайджанского населения и добился, как, по словам самого де Ваала, эвфемистически выразился армянский автор Мутафян, «реарменизации» региона.
По итогам этнических чисток азербайджанское население Армении сильно сократилось. Джастин Маккарти, сравнивший данные Российского статистического ежегодника 1915 года по населению 1914 года и данные всесоюзной переписи 1926 года, пришел к выводу, что в результате этнических чисток 180 тысяч человек, 2/3 мусульманского населения Эриванской губернии, были вырезаны или изгнаны.

### В Советской Армении

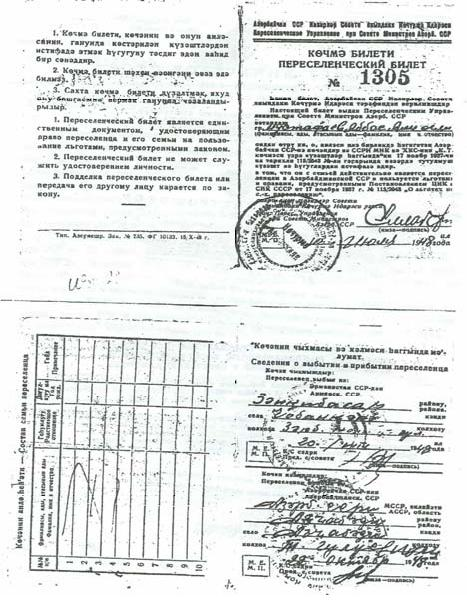
Переселенческий билет азербайджанца Аббаса Али оглы Мустафаева из Зангибасарского района Армянской ССР в Агджабединский район Азербайджанской ССР. Выдан 10 июля 1948 года

После советизации в республику вернулось относительно немного азербайджанцев; перепись 1926 года зафиксировала лишь 76,87 тысяч. К 1939 году их численность возросла до 131 тысяч.
С декабря 1921 по 1926 года ЦК КП(б) Армении на азербайджанском языке издавались газеты «Ранджбар» («Пахарь»), «Зенги». В Эривани были созданы клуб по работе с азербайджанцами и женский азербайджанский клуб. В 1928 году здесь был основан Ереванский азербайджанский государственный драматический театр, ставший первым театром другого народа на территории Армении. Количество общеобразовательных школ с преподаванием на азербайджанском языке увеличилось с 32-х в 1922 до 104-х в 1923/1924 учебном году. В Ереване на азербайджанском выходили также такие газеты и журналы, как «Гызыл Шафаг» (1927—1937), «Коммунист» (1937—1939), «Советская Армения» (1939—1989).
В 1947 году первый секретарь Коммунистической партии Армянской ССР Григорий Арутинов добился принятия Советом министров СССР постановления «О переселении колхозников и другого азербайджанского населения из Армянской ССР в Кура-Араксинскую низменность Азербайджанской ССР», в результате чего до 100 тысяч азербайджанцев подверглись переселению «на добровольных началах» (а по сути — депортации) в Азербайджан в течение следующих четырёх лет, по плану уступая места своего проживания армянским репатриантам из-за рубежа (подробнее см. статью «Депортация азербайджанцев из Армении (1947—1950)»). К 1959 году численность азербайджанцев сократилась до 107 тысяч. Данные последней переписи 1959 года показывают уменьшение численности азербайджанцев и в городах Армянской ССР.
В 70-е годы темпы роста городского азербайджанского населения Армянской ССР уже превысили темпы роста азербайджанского сельского населения Армянской ССР, чего не наблюдалось в прежние годы. Но в целом доля азербайджанцев в городах (по данным переписи 1979 года в городах проживало лишь 15,5 % азербайджанского населения республики) была довольно низкой. Из за быстрого роста города за счёт переселенцев из деревень и репатриантов, в Ереване численность азербайджанцев, некоторое время составлявших большинство населения, упала в процентном отношении до 0,7 % в 1979 году и 0,1 % — в 1989.

### Карабахский конфликт и его последствия
В конце советской эпохи разгорелся спор вокруг Нагорно-Карабахской автономной области, вылившийся в межнациональные столкновения в Азербайджанской и Армянской ССР. После массового избиения армян в Чардахлы (армяне села протестовали против назначения азербайджанца на должность директора совхоза), азербайджанцы в Армении столкнулись с большими трудностями и преследованиями, и стали вытесняться из республики. В ноябре 1987 года на азербайджанцев в Кафанском районе Армении совершаются нападения. 25 января 1988 года первая волна азербайджанских беженцев из Армении прибыла в Азербайджан. У многих беженцев из Кафанского района были следы от побоев. Многие из этих беженцев поселились у своих бакинских родственников. Также азербайджанские беженцы из Армении были размещены в двух деревнях Фатмаи и Сараи, в пригороде Сумгаита. А в феврале 1988 года произошел Сумгаитский погром.

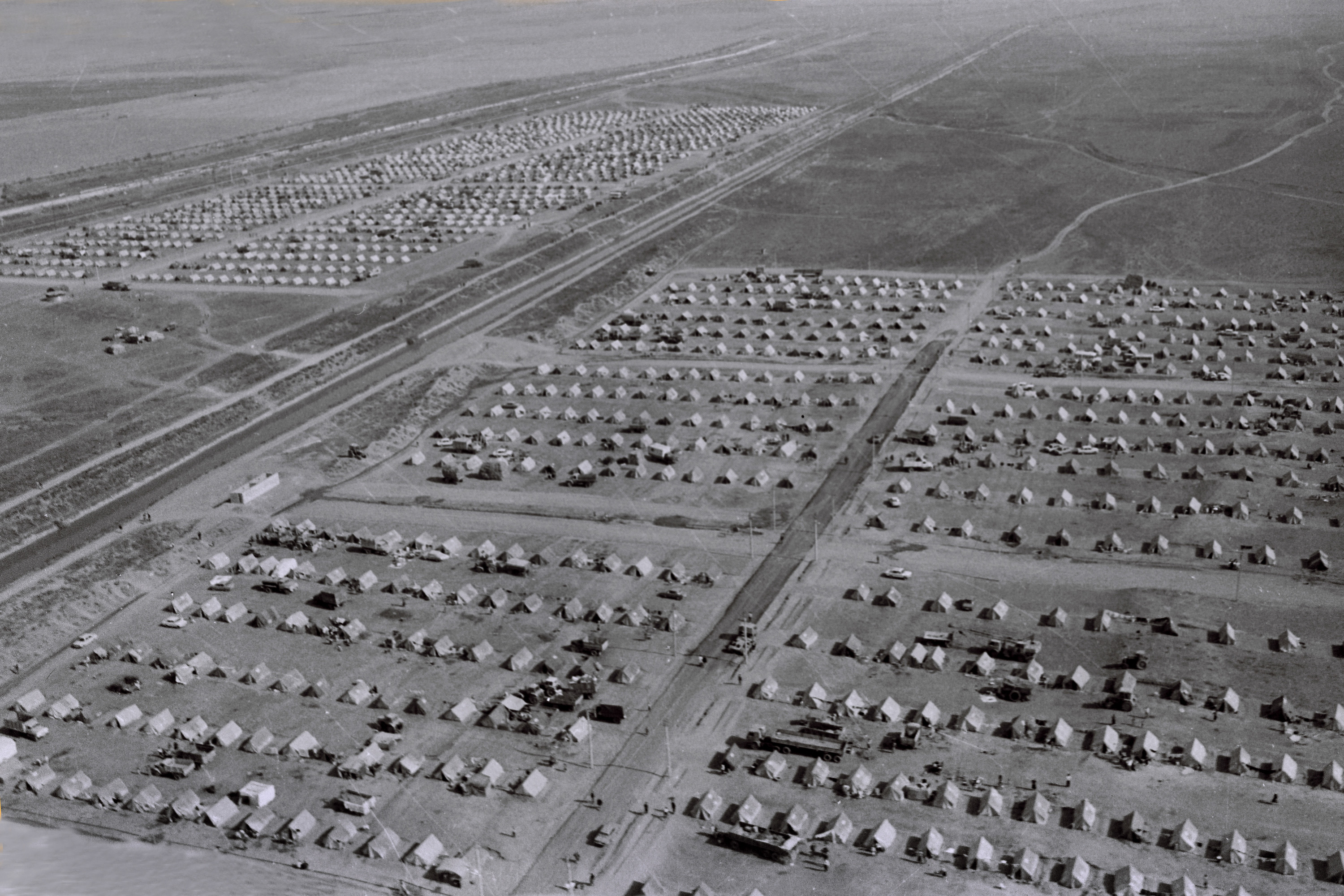
Лагерь для беженцев в Бейлаганском районе. 1996 год

В ноябре 1988 года началось массовое изгнание азербайджанцев из Армении. Этнические разногласия привели к насилию. В ноябре 1988 года 25 азербайджанцев было убито, согласно официальным армянским источникам (из них 20 — в Гугаркском районе). На протяжении 1988 года от рук армян пострадали сотни проживавших в Армении азербайджанцев. По азербайджанским данным, общее число убитых в тот период в Армении азербайджанцев — 217 человек. По переписи населения 1989 года в Армении проживало 84,860 азербайджанцев.
Таким образом, оставшиеся азербайджанцы до 1991 года почти полностью покинули Армению. Их точное количество к моменту конфликта неизвестно, так как перепись 1989 года проводилась в период, когда азербайджанская эмиграция уже приняла обширные масштабы. По данным британского журналиста Томаса де Ваала, в 1988—1989 годах 186 тысяч азербайджанцев переехали из Армении в Азербайджан.
В 1990 году при помощи бульдозера была уничтожена азербайджанская мечеть на улице Вардананц. Другое культовое сооружение, Голубая мечеть стала упоминаться как «персидская мечеть» с целью избавить Армению от азербайджанского «следа» при помощи лингвистических манипуляций. Географические названия тюркского происхождения также массово заменяются на армянские (вдобавок к тем, что были заменены, начиная с 1930-х годов).
По мнению немецкого специалиста в общественных наук Давида Лойпольда, тема этнических чисток мусульманского населения Зангезура, Даралагеза и Сурмали в окрестностях Эривани в 1918—1920 годах на сегодняшний день активно замалчивается в Армении.
В феврале 2007 года начальник управления по вопросам нацменьшинств и религии аппарата правительства Армении Грануш Харатян заявила, что азербайджанцы в Армении продолжают проживать, и ей известно их точное число. Однако, она отказалась назвать его, отметив, что согласно Конвенции ООН не имеет права оглашать данные о численности проживающей в стране той или иной национальной общины, представители которой могут находиться под угрозой.

## Данные переписей населения Армянской ССР
|                                                 | 1922            | 1926            | 1939             | 1959            | 1970            | 1979            | 1989           |
| ----------------------------------------------- | --------------- | --------------- | ---------------- | --------------- | --------------- | --------------- | -------------- |
| Азербайджанцы (% от всего население республики) | 59,644 (9.73 %) | 76,870 (8.75 %) | 130,896 (10.2 %) | 107,748 (6.1 %) | 148,189 (5.9 %) | 160,841 (5.3 %) | 84,860 (2.6 %) |

## Расселение

### В годы Российской империи
| Уезды                    | Сёла, населённые только или преимущественно азербайджанцами (по тогдашней терминологии — «татары») и расположенные в пределах современных границ Армении (по данным на 1873 и 1886 года) |
| ------------------------ | --- |
| Эриванский уезд          | Абуль-кенд, Авшар, Агджа-кишлаг, Агкилиса, Акарак, Али-Мамед-кишляги, Алимардан, Аликрых, Алпава, Анд, Арбат, Армик, Артиз, Асни, Ахис, Бахчаджик, Ахунд-Бузованд, Байбурт, Беюк Веди, Бёюк-Гилянар, Бозкеса, Бугамлу, Верхний Агбаш, Геранис, Гёк-Кумбат, Гёл-Айсоры, Горован, Гюль-Джигин, Дамагирмаз, Джабачалу, Джамущ-басан, Джанатлу, Джаткран, Джигин-Каракоюнлу, Джирманис, Донгузьян, Дохназ, Елинджа, Енгиджа, Зар, Зимми, Ильхи-Коруги, Имирзик, Инаклу, Кала-диби, Караджоран, Каракишляг, Каракоюнлу, Караляр, Кафарлу, Кетран, Каратапа, Карахач, Карабагляр Верхнее, Карабагляр Нижнее, Карадаглу, Караторпах, Кёрпи-кулаг, Кичик-Веди, Кичик-Гилянар, Котуз, Кохт, Курбаглу, Кюллуджа, Кюзаджиг, Кюсус, Кядылу, Кямал, Кярпичлу, Мамед-абад (Караджалар), Мангюк, Мангюс, Масумлу, Молла-Ахмед, Неджилу Верхнее, Неджилу Нижнее, Нурнус, Охчаберд, Рейганлу, Сабунчи, Сараджалар, Сарванляр-Улья, Саруханлу, Сеид-Кенд, Тайтан, Таракямалар, Халиса, Таш-Абдаллар, Торпах-кала, Тутия, Ташлу, Улуханлу, Хаджи-Эльяз, Халиса, Хараба-Кетанлу, Хараба-Сарванляр (ныне территория Еревана), Харатлу, Хасанлу, Хачапарах, Хосров, Хнут, Чанахчи Верхние (Гортун), Чангли, Чарбах (ныне территория Еревана), Чатма-даги, Чинаханлу, Шагаплю, Шидлу, Ширазлу, Шихляр, Ших-хаджи, Шорлу-Демурчи, Шорлу-Мехмандар, Эранос, Яманджалу. |
| Эчмиадзинский уезд       | Агакчи (Ага-кичик), Агджа-арх, Агджа-кала Верхнее, Агджа-кала Нижнее, Айланлу, Амамлу, Аркел, Ассар, Аширабад, Аярлу, Бабакиши, Бахчаджуг, Джанфида, Джаткран, Диан, Зейва Татарская, Игдалу, Иринд, Камарлу, Каравансарай, Караджалар, Караканлу, Караковмаз, Каргабазар, Кархун, Кетаклу, Кёлани-Аралых, Кирашлу, Кулибеклу Верхнее, Кулибеклу Нижнее, Кульдаврем, Кюрдали, Кялаш-кенд, Кялашам, Кярим-арх, Магда, Мегрибан, Молла-Абдал, Молла-дурсун, Пир-Малак, Пир-Тикян, Ранчпар, Сагмоса-ванк, Софи-абад, Султан-абад, Талынь Нижний, Тигит, Тос, Тули-Наби, Туркманлу, Хараба-Акерак, Хараба-Кёлани, Хеирбеклу, Ходжа-Яралу, Чобанкара, Шальварут, Шамиран, Шариф-абад, Эшнак, Ягублу, Яшил. |
| Новобаязетский уезд      | Агверан, Агкилиса, Агбулаг, Агзибир, Айри-ванк, Алучалу Верхнее (Юхари-Алучалу), Арданич, Бабаджан-дараси, Ахкала, Беглу-Гусейн-Сарачлу, Гаджимухан, Гюмуш, Дада-кишляг, Далаклю, Дали-паша (Пашакенд), Даллар, Джил, Еллиджа-Каракоинлу, Зарзибил, Зод, Инак-даги, Кабахлу, Канлы-Алахверды, Караван-сарай, Каракала, Каракала, Каябаши, Кейты Новые, Кизил-Ванк, Кизил-Хараба, Кизил-булаг (Чахирлу), Корух-Гюней, Корчалу, Коша-булаг, Куйли, Кущи-Дараси, Кыз-кала, Кянкян, Кяркибаш, Кясаман, Мадина, Мазра Большая, Мазра Малая, Огруджа, Рахманкенд (Эфенди-кенд), Сари-Якуб, Саданахач, Субботан, Султан-Али-кышлаги, Такялу, Ташкенд, Тохлуджа, Узунляр, Улашик, Хаджи-Мухан, Хартлуг (Хартых), Хусейн-Кули-Агалу, Чамурлу (Чамырлу), Чобан-Гёрукмаз, Шиш-кая, Шорджа, Яных, Ярпузлу |
| Шарур-Даралагезский уезд | Агджа-кенд, Аг-кенд, Аг-килиса, Айсасы, Алагез, Алихан-Паяси, Алмалу, Амагу, Аргез, Ардалас, Ариндж, Ахлу, Ахта, Биляк, Булахляр, Бюль-бюль-олан, Вартанес, Гейарчин, Гемур, Геналу, Гендара, Гер-Гер, Гёг-Абас, Гешин, Горбадых, Горс, Гостун, Гюлидуз, Гюмуш-хана, Гюней-ванк, Гябут, Дайлахлу, Даракенд, Дашалты, Демурчиллар, Джегатай, Джани, Джани-Кабахлу, Джейранлу, Джул, Зейта, Зирак, Исты-су, Кабахлу, Каласар, Каракая, Каралар, Кара-ванк, Котанлу, Каялу, Кемурлу, Кличлу, Кавушук, Кодух-ванк, Козулджа, Кочбек, Курбан-кясилан, Курт-кулаг, Лейли-Качан, Мама-Рза-кишлаг, Маратуз, Моз, Новлар, Новлу, Саллы, Тарп, Терп, Чайкенд, Чива, Чирахлу, Шахкельды-кишляги, Шорджа, Эртич. |
| Александропольский уезд  | Арчут, Вартанлы, Галлавар, Гюзель-дара Татарская, Дуз-кенд Татарский, Кизил-оран, Курсали, Сарал, Хайдарли, Ханджугаз. |
| Борчалинский уезд        | Ламбало, Кёрпили. |
| Казахский уезд           | Ахкихлы, Полад-Айрум, Салах |
| Зангезурский уезд        | Агуды, Аджибаджи, Алидара, Аткиз, Бала-Ягуб, Багарлу 1-е, Багарлу, Баллу-кая, Вагуди, Гиги-Софулы, Дарабаз, Дашнов, Джомартлу, Довруз, Емазлы, Забазадур, Инджевар, Иримис, Карадыга, Карачиман, Катар, Кедаклу, Киратаг, Кирс (село), Кущилы 1-е и 2-е, Легваз, Мазра, Марзагит, Охтар, Охчи, Пир-Довудан, Пирилу, Сеидлар, Сисиан, Урут, Фурхут (Пирхуд), Халадж, Чобанлу, Шабадин-Егинк, Шагарджик |

### В Армянской ССР
По Всесоюзной переписи 1939 года азербайджанцы были расселены в следующих районах и городах Армянской ССР
| Район/город          | Численность (% от всего населения района) | Численность (% от всего населения района)        | Численность (% от всего населения района) | Численность (% от всего населения района) |
| -------------------- | ----------------------------------------- | ------------------------------------------------ | ----------------------------------------- | ----------------------------------------- |
| Ереван               | весь город                                | Кировский район                                  | Спандарянский район                       | Сталинский район                          |
| Ереван               | 6569 (3,2 %)                              | 1577                                             | 2340                                      | 2652                                      |
| Ленинакан            | весь город                                |                                                  |                                           |                                           |
| Ленинакан            | 161                                       |                                                  |                                           |                                           |
| Микоянский район     | весь район                                | с. Микоян (рц)                                   | прочие села                               |                                           |
| Микоянский район     | 5.705 (20,5 %)                            | 19                                               | 5.686                                     |                                           |
| Красносельский район | весь район                                | с. Красносельск (рц)                             | прочие села                               |                                           |
| Красносельский район | 9.704 (42,6 %)                            | 66                                               | 9.638                                     |                                           |
| Амасийский район     | весь район                                | с. Амасия (рц)                                   | прочие села                               |                                           |
| Амасийский район     | 10.140 (68 %)                             | 424                                              | 9.716                                     |                                           |
| Калининский район    | весь район                                | с. Калинино (рц)                                 | с. Шахназар                               | прочие села                               |
| Калининский район    | 3.571 (14,9 %)                            | 57                                               | 3                                         | 3.511                                     |
| Кафанский район      | весь район                                | пгт Кафан (рц) — (по другим данным город с 1938) | село                                      |                                           |
| Кафанский район      | 7.194 (22,7 %)                            | 444                                              | 6.750                                     |                                           |
| Вединский район      | весь район                                | пгт Давалинского цем. з-да                       | с. Веди (рц)                              | прочие села                               |
| Вединский район      | 8.070 (44,5 %)                            | 160                                              | 2.319 (82 %)                              | 5.591                                     |
| Басаргечарский район | весь район                                | с. Басаргечар (рц)                               | прочие села                               |                                           |
| Басаргечарский район | 19.805 (57,2 %)                           | 135                                              | 19.670                                    |                                           |
| Мегринский район     | весь район                                | с. Мегри (рц)                                    | прочие села                               |                                           |
| Мегринский район     | 2.614 (27 %)                              | 144                                              | 2.470                                     |                                           |
| Зангибасарский район | весь район                                | с. Зангибасар (рц)                               | прочие села                               |                                           |
| Зангибасарский район | 13.354 (63,6 %)                           | 2.048                                            | 11.306                                    |                                           |
| Азизбековский район  | весь район                                | с. Азизбеков (рц)                                | прочие села                               |                                           |
| Азизбековский район  | 5.897 (32,3 %)                            | 36                                               | 5.861                                     |                                           |
| Анийский район       | весь район                                | пгт Ани-Пемза                                    | прочие села                               |                                           |
| Анийский район       | 24                                        | 4                                                | 20                                        |                                           |
| Алавердский район    | весь район                                | г. Алаверди (рц)                                 | пгт Шамлуг                                | прочие села                               |
| Алавердский район    | 1381                                      | 183                                              | 172                                       | 1026                                      |
| Алагезский район     | весь район                                | с. Алагез (рц)                                   | прочие села                               |                                           |
| Алагезский район     | 7                                         | 0                                                | 7                                         |                                           |
| Апаранский район     | весь район                                | с. Апаран (рц)                                   | прочие села                               |                                           |
| Апаранский район     | 246                                       | 1                                                | 245                                       |                                           |
| Артикский район      | весь район                                | пгт Артик (рц)                                   | прочие села                               |                                           |
| Артикский район      | 36                                        | 9                                                | 27                                        |                                           |
| Ахтинский район      | весь район                                | с. Нижняя Ахта (рц)                              | прочие села                               |                                           |
| Ахтинский район      | 2472                                      | 17                                               | 2455                                      |                                           |
| Аштаракский район    | весь район                                | с. Аштарак (рц)                                  | прочие села                               |                                           |
| Аштаракский район    | 1164                                      | 12                                               | 1152                                      |                                           |
| Вагаршапатский район | весь район                                | г. Вагаршапат (рц)                               | прочие сёла                               |                                           |
| Вагаршапатский район | 810                                       | 28                                               | 782                                       |                                           |
| Горисский район      | весь район                                | г. Горис (рц)                                    | прочие сёла                               |                                           |
| Горисский район      | 721                                       | 33                                               | 688                                       |                                           |
| Гукасянский район    | весь район                                | с. Гукасян (рц)                                  | прочие сёла                               |                                           |
| Гукасянский район    | 12                                        | 0                                                | 12                                        |                                           |
| Дилижанский район    | весь район                                | пгт Дилижан (рц)                                 | прочие сёла                               |                                           |
| Дилижанский район    | 2051                                      | 21                                               | 2030                                      |                                           |
| Дузкендский район    | весь район                                | с. Дузкенд (рц)                                  | прочие сёла                               |                                           |
| Дузкендский район    | 24                                        | 5                                                | 19                                        |                                           |
| Иджеванский район    | весь район                                | с. Иджеван (рц)                                  | прочие сёла                               |                                           |
| Иджеванский район    | 94                                        | 20                                               | 74                                        |                                           |
| Камарлинский район   | весь район                                | пгт Камарлу (рц)                                 | прочие сёла                               |                                           |
| Камарлинский район   | 3193                                      | 259                                              | 2934                                      |                                           |
| Карабеглярский район | весь район                                | с. Чиманкенд (рц)                                | прочие сёла                               |                                           |
| Карабеглярский район | 7489 (58,4 %)                             | 996                                              | 6493                                      |                                           |
| Кироваканский район  | весь район                                | г. Кировакан (рц)                                | прочие сёла                               |                                           |
| Кироваканский район  | 4407 (9,7 %)                              | 165                                              | 4242                                      |                                           |
| Котайкский район     | весь район                                | пгт Канакер (рц)                                 | прочие сёла                               |                                           |
| Котайкский район     | 1340                                      | 30                                               | 1310                                      |                                           |
| Мартунинский район   | весь район                                | с. Мартуни (рц)                                  | с. Нижняя Гезалдара                       | прочие сёла                               |
| Мартунинский район   | 422                                       | 2                                                | 0                                         | 420                                       |
| Ноемберянский район  | весь район                                | с. Ноемберян (рц)                                | прочие сёла                               |                                           |
| Ноемберянский район  | 2481                                      | 5                                                | 2476                                      |                                           |
| Нор-Баязетский район | весь район                                | г. Нор-Баязет (рц)                               | прочие сёла                               |                                           |
| Нор-Баязетский район | 948                                       | 23                                               | 925                                       |                                           |
| Севанский район      | весь район                                | пгт Севан (рц)                                   | прочие сёла                               |                                           |
| Севанский район      | 37                                        | 20                                               | 17                                        |                                           |
| Сисианский район     | весь район                                | с. Сисиан (рц)                                   | прочие сёла                               |                                           |
| Сисианский район     | 4685 (17 %)                               | 41                                               | 4644                                      |                                           |
| Спитакский район     | весь район                                | с. Амамлу (рц)                                   | прочие сёла                               |                                           |
| Спитакский район     | 2672                                      | 2                                                | 2670                                      |                                           |
| Степанаванский район | весь район                                | г. Степанаван (рц)                               | прочие сёла                               |                                           |
| Степанаванский район | 236                                       | 118                                              | 118                                       |                                           |
| Шамшадинский район   | весь район                                | с. Берд (рц)                                     | прочие сёла                               |                                           |
| Шамшадинский район   | 42                                        | 4                                                | 38                                        |                                           |

Карты, показывающие расселение азербайджанцев на территории нынешней Республики Армения
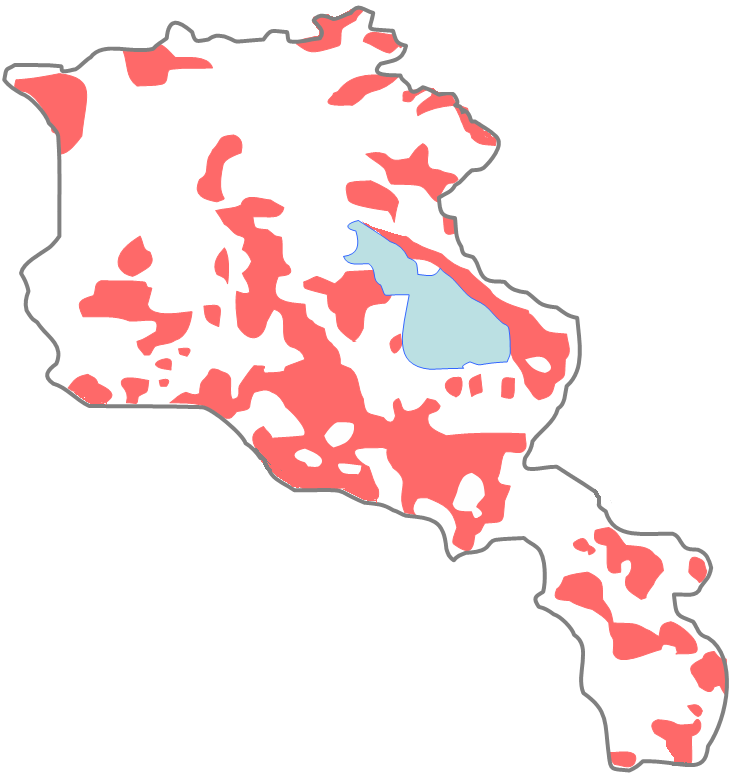
Карта расселения азербайджанцев[прим. 3] в 1886-1890 гг. в пределах современных границ Республики Армения
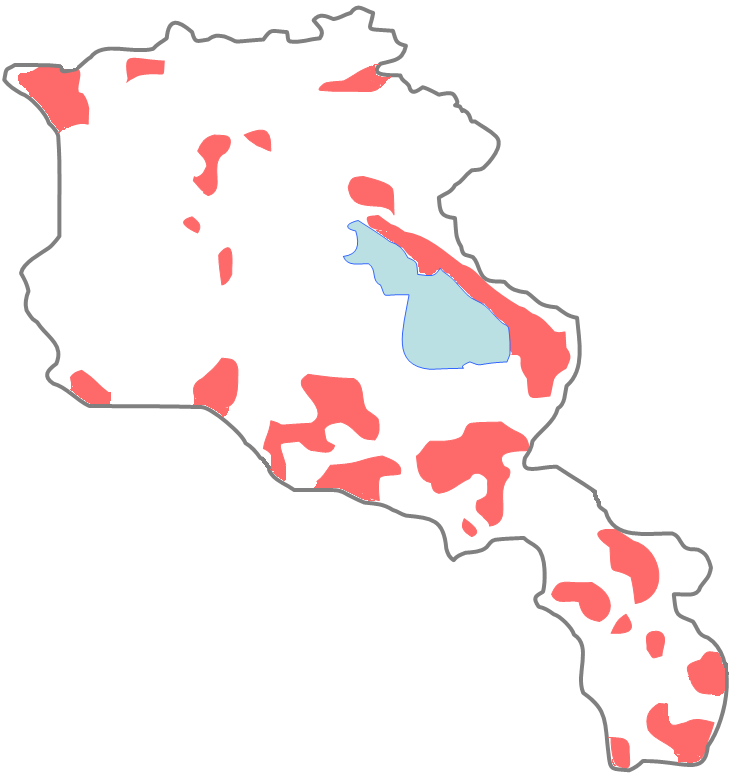
Карта расселения азербайджанцев[прим. 4] в Армянской ССР в 1926 году
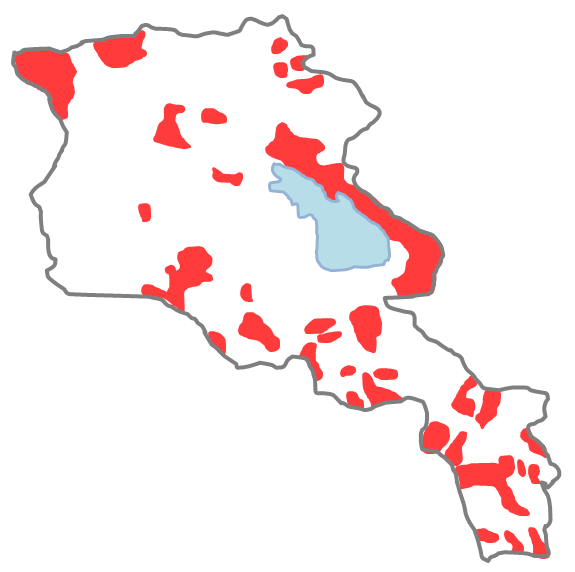
Карта расселения азербайджанцев в Армянской ССР в 1962 году

## Культура
Уроженцем Еревана является известный азербайджанский художник-орнаменталист и портретист XIX века Мирза Кадым Эривани, считающийся основоположником азербайджанской станковой живописи. Работал в Ереване, а в 1850-х годах для реставрировавшегося Дворца сардаров написал 4 больших (1 м X 2 м) портрета маслом. Заслуженным художником Армянской ССР в 1967 году был признан уроженец Зангибасарского района Джаббар Кулиев, окончивший Ереванский государственный педагогический техникум. Руководителем сценарного отдела киностудии «Арменфильм», заместителем директора Института искусств Академии Наук Армянской ССР (1965—1978) и секретарем правления Союза кинематографистов Армении был уроженец Эривани Сабир Ризаев.

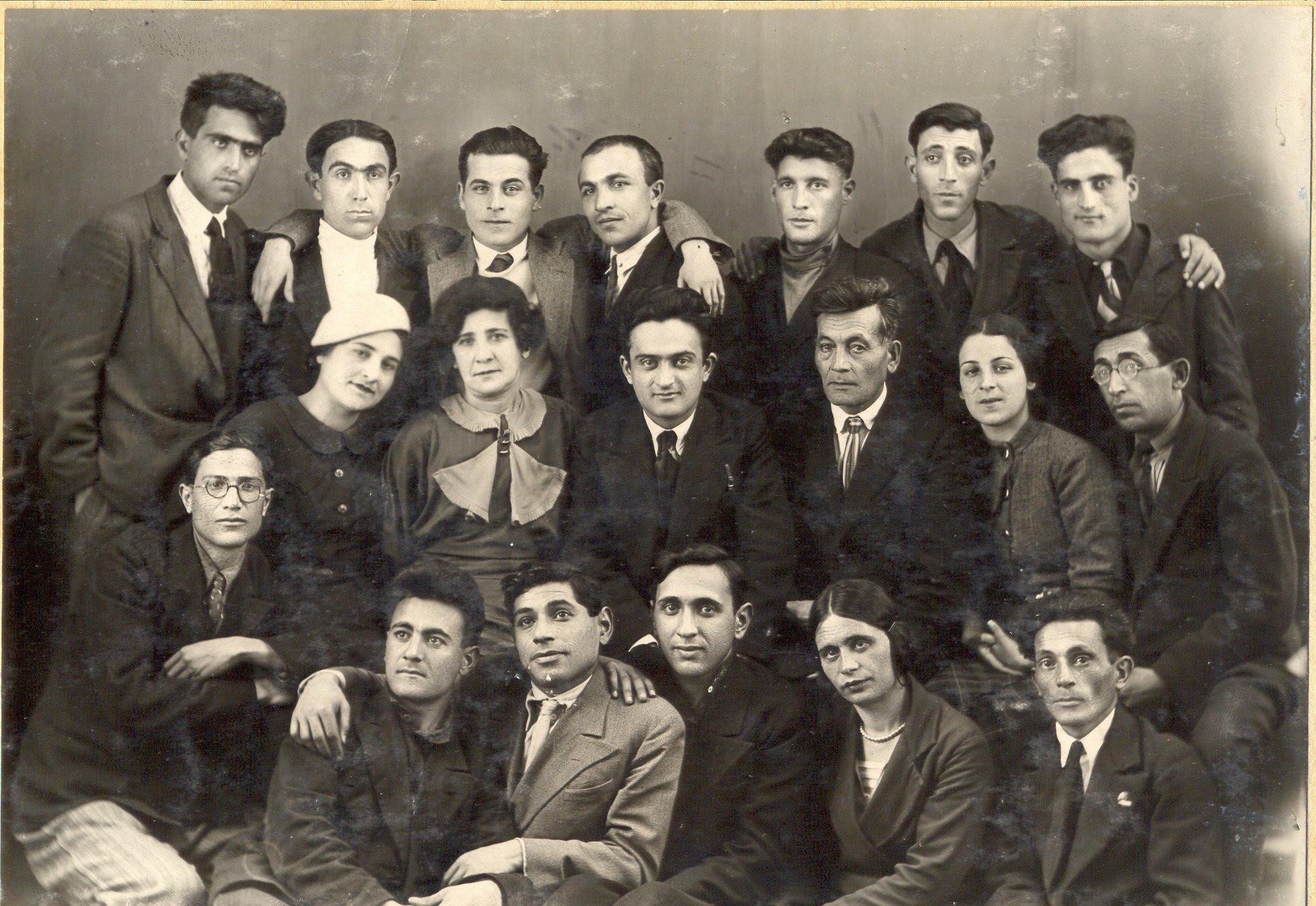
Труппа Ереванского азербайджанского театра в 1939 году

14 апреля 1882 года в училище Св. Гаянэ была поставлена трехактная пьеса Васага Мадатова (Назми) «Жадность наживает врага», написанная на азербайджанском языке. В 1886 году учащимися Эриванской русско-мусульманской школы по инициативе 23-летнего преподавателя Фиридун-бека Кочарли была поставлена комедия М. Ф. Ахундова «Мусье Жордан и дервиш Мастали-шах». С 1896 года спектакли на азербайджанском языке в Ереване стали проходить более или менее регулярно. В этих постановках раскрывался талант молодого актёра Юниса Сулейманова (Нури). После здания школы местом для спектаклей служил зал во дворце хана Панаха. Когда он стал слишком мал, спектакли проходили в театре братьев Джанполаджановых. В 1928 году в Ереване был организован Азербайджанский театр — первый театр другого народа на территории Армении. Театр действовал до 1988 года (с перерывом в 1949—1967 годах). В разное время в театре выступали Кязим Зия, Заслуженные артисты Армении Али Зейналов, Юнис Нури, Али Шахсабахлы и др. С 1934 по 1951 год главным режиссёром театра был Заслуженный деятель искусств Армянской ССР Бахши Галандарлы.
Среди наиболее известных азербайджанских ашугов, живших и творивших на территории Армении, можно назвать имена Ашуга Алескера из села Агкилиса, его учителя Ашуга Алы из села Гызылвенк, Ашуга Асада из села Бёюк Каракоюн, Ашуга Ислама из села Нариманлы, Ашуга Мусу из села Каракоюнлу. Ашуг Алескер, создававший ашугские напевы на свои стихи и виртуозно исполнявший их на сазе, также возглавлял ашугскую школу.

### Комментарии
1. ↑  Называемые в то время «татарами»
2. ↑  Согласно материалам сельскохозяйственной переписи 1922 г. — «татары». Согласно переписи населения 1926 года Архивная копия от 17 ноября 2017 на Wayback Machine — «тюрки».
3. ↑  По тогдашней терминологии «азербайджанские татары»
4. ↑  По тогдашней терминологии «тюрки»